# Teorija zarote
Teoríja zaróte (tudi konspiracionízem) je vrsta teorije, ki se močno ali popolnoma razlikuje od uradno priznane teorije. Ta vrsta teorije podaja alternativno razlago stvari ali dogodkov, uradno razlago pa obravnava kot manipulacijo in prikrivanje skrivnega delovanja ene ali več skrivnih oseb ali združb.
Take teorije so se v zgodovini pojavile v povezavi z marsikaterim dogodkom ali stvarjo. Pri tem je šlo včasih za dogodke, ki so bili zaviti v skrivnost ali so bile uradne razlage zelo suhoparne oz. celo v nasprotju z logiko, zaradi česar so ljudje začeli razvijati svoje razlage, ki naj bi pojasnile pravo ozadje takih dogodkov.
Pojem »teorija zarote« se včasih uporablja za poskus diskreditacije alternativnih razlag kot absurdnih oz. neresničnih. Zato so zagovorniki alternativnih teorij s strani okolice večinoma obravnavani negativno. Najbolj so na udaru tisti, ki za svoje trditve nimajo dovolj dobrih dokazov. Kljub temu nekatere take teorije z dovolj dokazi delujejo bolj logično od uradnih razlag. Zagovorniki so tudi mnenja, da jih odgovorni z negativnim odnosom do teh teorij poskušajo diskreditirati in na tak način poskušajo prikriti resnico. Med zagovorniki in raziskovalci alternativnih teorij se kljub negativnemu odnosu okolice najdejo tudi znanstveniki, čeprav imajo nekateri zaradi tega raziskovanja tudi težave.
Nekatere teorije, ki so bile nekoč označene za teorije zarote, so se kasneje izkazale kot resnične. Med slednje sodijo:
- Požig Reichstaga (1933)
- Uprizorjen nemški napad na nemško radijsko postajo v Gleiwitzu na Poljskem (1939)
- Operacija Gladio
- Projekt MKULTRA (razvoj metod za nadzor misli)

### Znane teorije zarote
- Iluminati in njihov nadzor nad globalno družbo
- Prostozidarji in njihov nadzor nad globalno družbo
- Teorija zarote NLP - več teorij, npr.
  - Nezemljani sodelujejo s svetovnimi voditelji
  - Nezemljani nadzorujejo globalno družbo
  - Nezemljani skrivoma obiskujejo Zemljo in delajo poskuse na ljudeh v pripravi na invazijo
  - Opažanja NLP so posledica vojaškega testiranja plovil z naprednim pogonom v okvitu strogo zaupnih programov
- Atentat na Johna F. Kennedyja
- Apollo 11 - zanikanje pristanka na Luni
- Ameriška vlada naj bi dopustila napad na Pearl Harbor z namenom vključitve ZDA v 2. svetovno vojno
- Napad na ameriško vojaško ladjo USS Liberty naj bi namerno zagrešil Izrael
- Vpletenost vlade ZDA v teroristične napade 11. septembra 2001
- Prikrivanje obstoja alternativne tehnologije in alternativnih zdravil
- Napihovanje problema terorizma (predvsem islamskega) z namenom omejevanja svobode in povečanja nadzora nad ljudmi
- Kemične sledi letal, t. i. chemtrails z namenom vplivanja na prebivalstvo, podnebje, ...

### Teorije zarote in verovanje, narodnost in rasa
Več teorij zarot postavlja kot osrednji element antagonizma ali protagonizma tudi verstva, narode ali celo rase.
Eden takšnih primerov je tudi judovsko-prostozidarska teorija zarote, katera občasno omenja tudi iluminate in ima korenine v antisemitizmu in izhaja iz srednjega veka, ko so v Evropi bile popularne zgodbe s krščanskim ozadjem, in so obtoževale jude zastrupitve vodnjakov, uboja Jezusa in zaužitje njegove krvi, med drugimi. Kasnejše variante te teorije zarote proti krščanstvu so tudi prišle iz vrst Rimo-katoliške cerkve, v 18. stoletju ko so skupino razsvetljencev vodeno s strani Adama Weishaupta, imenovano tudi Illuminati, ki se je zavzemala za konec zlorabe moči Rimo-katoliške cerkve ter državnih organov, kot tudi enakopravnost obeh spolov, diskreditirali kot anti-kriste, in zlo organizacijo, in jih tudi v kasnejših letih prepovedali. V 20. stoletju so bile v porastu teorije zarote o nadvladi judovskih bankirjev nad svetom, ki so dobile zagon z objavo lažnega besedila The Protocols of the Elders of Zion (Protokoli sionskih modrecev), ki je bil množično tiskan na zahodu s strani ustanovitelja avtomobilskega giganta Ford, Henrya Forda. To besedilo naj bi bilo dokaz, da judje oziroma židje nadzorujejo trge in države, dejansko pa je vsebovalo generalizacije, stereotipe, ni pa vsebovalo specifičnih podatkov ali lastnosti.

### Psihološki vidik
Študije nekaterih psihologov pravijo, da ljudje ki verjamejo eni teoriji zarote, po navadi tudi lažje verjamejo številnim drugim. Sodeč po študiji iz leta 2012, ljudje ki verjamejo več teorijam zarote, verjamejo tudi takim ki se med sabo izključujejo, oziroma so protislovna. Eden od navedenih primerov je ta, da ljudje ki verjamejo da je Osama Bin Laden umrl pred vojaškim napadom na njegov dom leta 2011, tudi velikokrat verjamejo da ga je v istem napadu vojska zajela živega.
Kako je mogoče, da nekateri še vedno verjamejo, da je bil prvi človek na luni prevara kljub temu, da ga je direktno ali indirektno pripravilo in spremljalo 400.000 ljudi? In kljub temu, da so na luni pustili stvari in opremo? Od takrat recimo vsak dan merijo razdaljo od lune do zemlje z odbojem laserskega žarka od te opreme. Bistvo take skrajno neverjetne teorije zarote je pokazati, kako močna je ameriška vlada oz. zelo močni so skrivni lobiji in da se proti taki moči ne da oz. ni smiselno boriti. Teorije zarot, ki oporekajo osnovnim resnicam, torej uničujejo delovanje demokracije in vodijo do totalitarne države, kjer "je vse mogoče", ljudje pa, ki take teorije širijo, so "vojaki" te države.